# Lierde

Bandeira de Lierde

Lierde é um município belga da província de Flandres Oriental. O município é constituído pelas vilas de   Deftinge, Hemelveerdegem, Sint-Maria-Lierde e Sint-Martens-Lierde. Em 1 de Janeiro de 2006, o município tinha uma população de 6.399 habitantes, uma área total de 26,13 km² e uma correspondente densidade populacional de 245 habitantes por km².